# موریس بورژس-مونوری
موریس بورژس-مونوری (انگلیسی: Maurice Bourgès-Maunoury؛ زاده ۱۹ اوت ۱۹۱۴ – درگذشته ۱۰ فوریهٔ ۱۹۹۳) یک سیاست‌مدار اهل فرانسه بود.